# Episodi di Squadra Speciale Colonia (diciannovesima stagione)
La diciannovesima stagione della serie televisiva Squadra speciale Colonia è stata trasmessa per la prima volta tra il 22 settembre e il 22 dicembre 2020 sul canale tedesco ZDF ed è composta da 14 episodi.
| N° | Titolo originale          | Titolo in italiano | Prima TV Germania | Prima TV Italia |
| -- | ------------------------- | ------------------ | ----------------- | --------------- |
| 1  | Helena!                   |                    | 22 settembre 2020 |                 |
| 2  | Mandantengeheimnis        |                    | 29 settembre 2020 |                 |
| 3  | Befangen                  |                    | 6 ottobre 2020    |                 |
| 4  | Schrei nach Liebe         |                    | 13 ottobre 2020   |                 |
| 5  | Tod eines Elefanten       |                    | 20 ottobre 2020   |                 |
| 6  | Liebesgrüße aus Dellbrück |                    | 27 ottobre 2020   |                 |
| 7  | Aufruhr                   |                    | 3 novembre 2020   |                 |
| 8  | Romance                   |                    | 10 novembre 2020  |                 |
| 9  | Schlüsselkind             |                    | 17 novembre 2020  |                 |
| 10 | Lebensretter              |                    | 24 novembre 2020  |                 |
| 11 | Rabenmutter               |                    | 1 dicembre 2020   |                 |
| 12 | Superhelden               |                    | 8 dicembre 2020   |                 |
| 13 | Ein eigenes Leben         |                    | 15 dicembre 2020  |                 |
| 14 | Techtelmechtel            |                    | 22 dicembre 2020  |                 |